# Electromagnetic Geoservices
Electromagnetic Geoservices ASA (EMGS) ist ein norwegisches Unternehmen auf dem Gebiet der Geophysik. Die Verwaltungs und Forschungszentrale befinden sich in Trondheim. EMGS unterhält Niederlassungen in Stavanger, Oslo sowie auswärtig in Houston und Kuala Lumpur.
EMGS leistet Pionierarbeit im Bereich der Marine EM-Technologie, einer neuen Methode Öl und Gasvorkommen zu finden.
Das Unternehmen hat bisher über 450 Suchmissionen durchgeführt. Ziel dieser war es, die Chancen auf eine erfolgreiche Bohrung zu erhöhen. Die Technologie wurde bisher erfolgreich in Wassertiefen von 48 bis 3.392 Metern eingesetzt.
Das Unternehmen ist seit dem 30. Juli 2007 an der Osloer Börse gelistet.